# Takashi Miura
Takashi Miura (jap. 三浦 隆司, Miura Takashi; * 14. Mai 1984 in Mitane, Landkreis Yamamoto, Präfektur Akita) ist ein japanischer Profiboxer und ehemaliger WBC-Weltmeister im Superfedergewicht.

## Profikarriere
Miura gab sein Profidebüt bereits im Alter von 19 Jahren im Jahre 2003 und siegte nach Punkten. Er boxte 2007 gegen Yūsuke Kobori (späterer WBA-Weltmeister im Leichtgewicht) um den japanischen Meistertitel und scheiterte. Auch sein nächster Versuch japanischer Meister im Superfedergewicht zu werden scheiterte, als er am 17. Januar 2009 in der Korakuen Hall in Tokio gegen Yoshimitsu Yashiro nur unentschieden boxte.
Im selben Jahr siegte er im Rematch gegen Yashiro durch technischen K. o. in Runde 7 und eroberte somit endlich den Gürtel des japanischen Meisters. Diesen Titel verteidigte er mehrmals. 2012 durfte er gegen den WBA-Weltmeister um den Titel boxen; dieser war sein Landsmann Takashi Uchiyama. Miura verlor dieses Gefecht durch T.K.o in der 8. Runde. Gegen den Mexikaner Gamaliel Diaz wurde er dann am 8. April im Jahre 2013 Weltmeister im Superfedergewicht des Verbandes WBC, als er durch Aufgabe seines Gegners nach der achten Runde zum Sieger erklärt wurde. Diesen Titel konnte er bisher mehrere Male verteidigen.
Im November 2015 verlor er den Titel an Francisco Vargas.